# Miajadas (kommunhuvudort)
Miajadas är en kommunhuvudort i Spanien.   Den ligger i provinsen Provincia de Cáceres och regionen Extremadura, i den centrala delen av landet, 240 km sydväst om huvudstaden Madrid. Miajadas ligger 298 meter över havet och antalet invånare är 10 338.
Terrängen runt Miajadas är platt, och sluttar söderut. Runt Miajadas är det ganska glesbefolkat, med 45 invånare per kvadratkilometer. Miajadas är det största samhället i trakten. Trakten runt Miajadas består till största delen av jordbruksmark.